# Champdeniers-Saint-Denis
Champdeniers-Saint-Denis is een gemeente in het Franse departement Deux-Sèvres (regio Nouvelle-Aquitaine) en telt 1532 inwoners (2004). De plaats maakt deel uit van het arrondissement Niort.

## Geografie
De oppervlakte van Champdeniers-Saint-Denis bedraagt 21,7 km², de bevolkingsdichtheid is 70,6 inwoners per km².

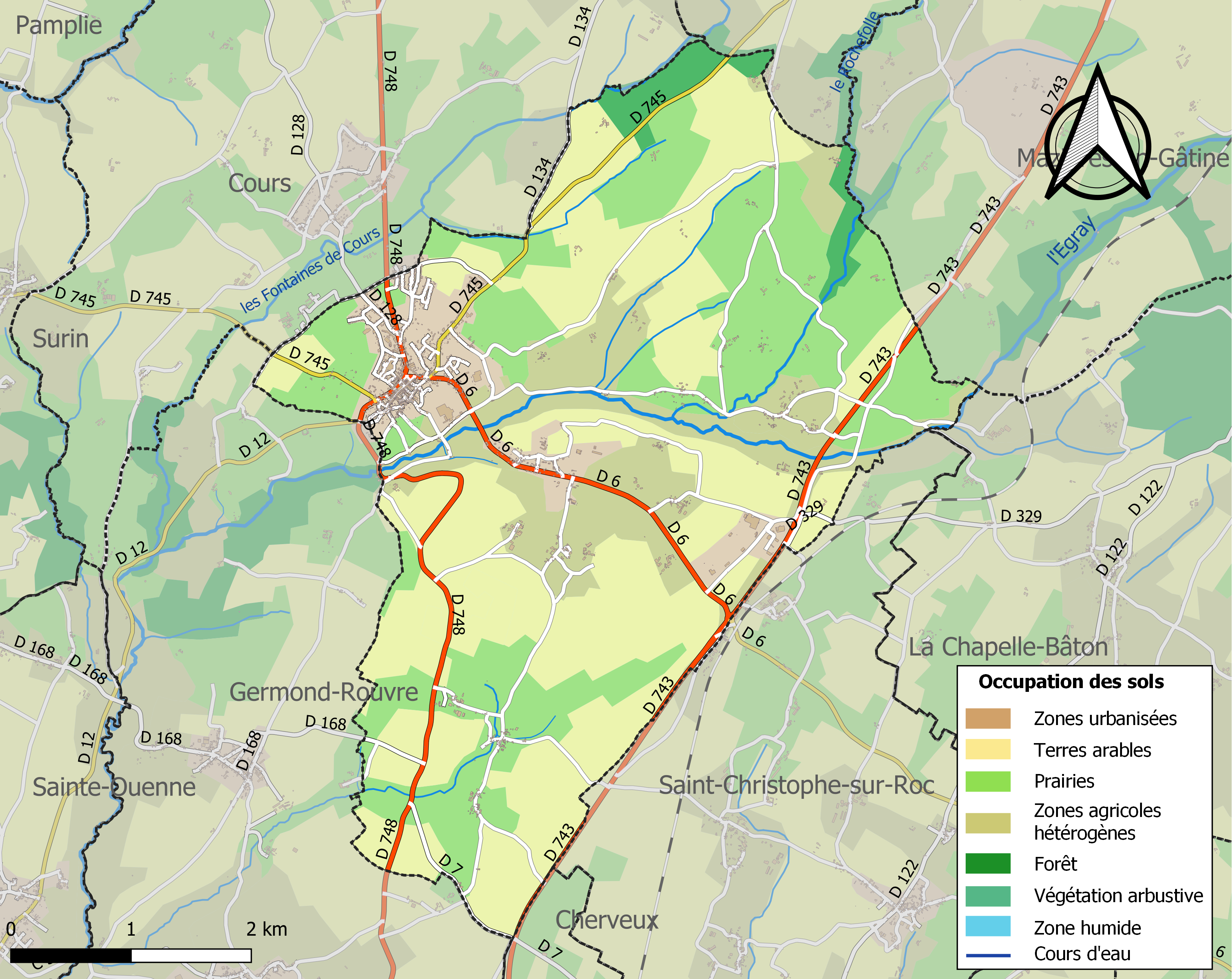
Kaart van de gemeente met de belangrijkste infrastructuur, bodemgebruik en omliggende gemeenten

## Demografie
Onderstaande figuur toont het verloop van het inwonertal (bron: INSEE-tellingen).

1. ↑  Populations de référence 2022.